# 陸曹航空操縦学生
陸曹航空操縦学生（りくそうこうくうそうじゅうがくせい、英語：Flight Enlistedman Course; FEC）とは、陸上自衛隊航空科の飛行幹部候補生となるべき陸曹たる自衛官である。

## 概要
陸曹航空操縦課程は、陸曹に昇任して1年以上が経過した陸上自衛官のうち26歳未満（大学卒業者は30歳未満）の者に受験資格が得られる。外部採用試験は行われず、志願制による部内選抜試験で選考される。この試験に職種や性別の制限はなく、資格を満たす隊員は誰でも受験できる。これは陸上自衛隊だけの制度であり、「操縦士候補生」としての陸上自衛隊への採用を行わず、地上部隊での勤務経験を必須としている点で海上自衛隊・航空自衛隊の航空学生制度とは大きく異なっている。
選抜試験の科目には一般教養と陸曹教育隊で教育された共通教養（法令や服務、防衛等）などのほかに航空適性検査と身体検査がある。試験に合格すると、今まで配属されていた部隊から、本課程の教育が行われる陸上自衛隊航空学校宇都宮校へ異動（転勤）する。
陸曹航空操縦学生は、若い年齢で陸曹に昇任できる高等工科学校生徒出身の者が多い。陸上自衛隊のヘリコプターパイロットの約8割が本課程の出身者である。女性隊員にも本課程への門戸は開放されているが、数は極めて少ない。
エリミネート率（パイロットになれない学生の割合）は海上・航空自衛隊の航空学生より低いが、毎回20%程度は落とされる。
ウィングマークを取得して、本人の希望と適性等によりUH-1は引き続き北宇都宮駐屯地で、CH-47輸送ヘリコプターは第1ヘリコプター団で、またAH-64戦闘ヘリコプターやAH-1対戦車ヘリコプター、UH-60多用途ヘリコプター、OH-1観測ヘリコプターについては陸上自衛隊航空学校本校で操縦教育を受ける。固定翼であるLR-2連絡偵察機は海上自衛隊で教育を受ける。本課程の修了後は一旦配属部隊に戻り、その後教育を受けた機種の配備されている部隊へ配属される。

## 選考と教育
陸曹航空操縦学生の選考は、1次試験（学科）と2次試験（適性検査、身体検査、体力検定、面接）が行われる。これらに合格した者が陸曹航空操縦課程（FEC）に入校する。入校中は昼夜を問わず厳正・厳格な学生生活を送る。そこで初めに9か月間行われる前期教育では、一般基礎学・専門基礎学、一般教養と操縦に必要な知識などの学科を座学で学ぶ。次に9か月間行われる中期教育はTH-480（エンストロム 480）練習ヘリコプターを用いた操縦訓練である。この中期教育を修了して試験に合格するとウィングマーク（操縦士徽章）を取得する。最後の後期教育は、UH-1多用途ヘリやCH-47輸送ヘリなど現用機種の操縦訓練である。ここでは機種によって教育期間が異なり、最も長いAH-64戦闘ヘリでは約26週間の教育を受ける。そのため、FECに入校してから全課程を修了するまでには最長で2年3か月を要する。

## 修了後のキャリア
ウィングマークを取得した時点で「飛行幹部候補生」に指定される。他職種の陸曹から幹部候補生になるには自衛隊内部の試験に合格しなければならないが、ウィングマークを取得した陸曹に対しての幹部候補生の内部試験はない。すなわち、ウィングマーク取得者は操縦士として勤務することが前提であり、操縦士は幹部自衛官になることが前提になる。これは海上自衛隊や航空自衛隊の航空学生と同じである。
陸曹航空操縦課程の修了後は、配属部隊で飛行幹部候補生として約2年間の勤務（副操縦士等）を経たのちに、陸上自衛隊幹部候補生学校で約6か月間の「一般幹部候補生課程」の教育を受ける。卒業後は3等陸尉に任官し操縦士として部隊勤務を行う。また3等陸尉任官後も一定期間勤務した後、今度は初級幹部として「幹部初級課程（Basic Officer's Course）」、更に中級幹部として「幹部上級課程（Advance Officer's Course）」のために陸上自衛隊航空学校で教育を受ける。
幹部任官後の人事管理に関しても海自・空自の航空学生とほぼ同様で、操縦任務を主とすることから大半が1等陸尉または3等陸佐で定年を迎える。